# Aegidius Johann Peter Joseph Scheuren
Pour les articles homonymes, voir Scheuren.
Aegidius Johann Peter Joseph Scheuren, né le 27 mars 1774 à Aix-la-Chapelle et mort le 7 juin 1844 dans la même ville, est un peintre et lithographe allemand.

## Biographie
Johann Peter Scheuren naît le 27 mars 1774 à Aix-la-Chapelle.
Il peint des portraits et des panoramas de villes.
Il est le père du peintre et illustrateur Caspar Scheuren.
Aegidius Johann Peter Joseph Scheuren meurt le 7 juin 1844 dans sa ville natale.